# Herbert Michaelis (Historiker)
Herbert Michaelis (* 13. November 1904 in Pausa; † 1. Juli 1980 in Berlin) war ein deutscher Historiker und Rektor der Pädagogischen Hochschule Berlin. Sein Schwerpunkt war die deutsche Geschichte im 20. Jahrhundert. Dazu gab er mit Ernst Schraepler unter Mitwirkung des Archivars Günter Scheel zentrale Quellenbände heraus.

## Leben
Michaelis studierte Geschichte, Geographie, Germanistik, Philosophie und Pädagogik an der Universität Leipzig, wo er 1929 bei Erich Brandenburg promoviert wurde. Anschließend war er für die Historische Reichskommission und von 1935 bis 1939 in Walter Franks Reichsinstitut für die Geschichte tätig. Nach dem Krieg fand er 1952 eine Stelle an der Pädagogischen Hochschule Berlin, die er von 1964 bis 1968 leitete. Bemerkenswert ist sein zu Brandenburg-Preußen etwas distanziertes Verhältnis, das die Reichsgründung schon mit der Niederlage des katholischen Österreichs 1866 als angebahnt sah.
Nicht zu verwechseln ist er mit dem gleichnamigen Wirtschaftsgeographen und Kasseler Verkehrsdezernenten (1916–2002).

## Schriften (Auswahl)
- Mithrsg.: Ursachen und Folgen. Vom deutschen Zusammenbruch 1918 und 1945 bis zur staatlichen Neuordnung Deutschlands in der Gegenwart. Band 1–26, 2 Bände Indices, Berlin 1958–1980.
- Die große illustrierte Weltgeschichte, 2 Bände, 1970.
- Der zweite Weltkrieg 1939–1945, Gütersloh 1968.
- Die Einigung Italiens. Triumph und Verhängnis Napoleon III., München 1960.
- Königgrätz, 1952.
- Der Völkerbund im Dienste von Versailles, Berlin 1941.
- (Bearb.) Die auswärtige Politik Preußens, 1858–1871. Diplomatische Aktenstücke, 1932.
- Die deutsche Politik während der Balkankriege 1912/13. Phil. Diss. Leipzig 1929.

## Einzelbelege
1. ↑  Sebastian Conrad: Auf der Suche nach der verlorenen Nation: Geschichtsschreibung in Westdeutschland und Japan, 1945–1960. Vandenhoeck & Ruprecht, 1999, ISBN 978-3-647-35798-0 (google.de [abgerufen am 9. Dezember 2020]).
2. ↑  Philipp T. Haase: Herbert Michaelis. In: Beamte nationalsozialistischer Reichsministerien. 20. November 2019, abgerufen am 9. Dezember 2020 (deutsch).

| Personendaten    | Personendaten        |
| ---------------- | -------------------- |
| NAME             | Michaelis, Herbert   |
| KURZBESCHREIBUNG | deutscher Historiker |
| GEBURTSDATUM     | 13. November 1904    |
| GEBURTSORT       | Pausa                |
| STERBEDATUM      | 1. Juli 1980         |
| STERBEORT        | Berlin               |